# Pénicaud
Pénicaud è una famiglia francese di pittori a smalto che appartengono alla scuola di Limoges. Insieme ad artisti come Pierre Reymond e Léonard Limosin sono considerati tra più dotati, tra i pittori su smalto dell'epoca. L'esistenza di più smaltatori della famiglia Pénicaud con il nome Jean è stata messa in dubbio da alcuni esperti che ritengono che sia esistito un solo Jean.

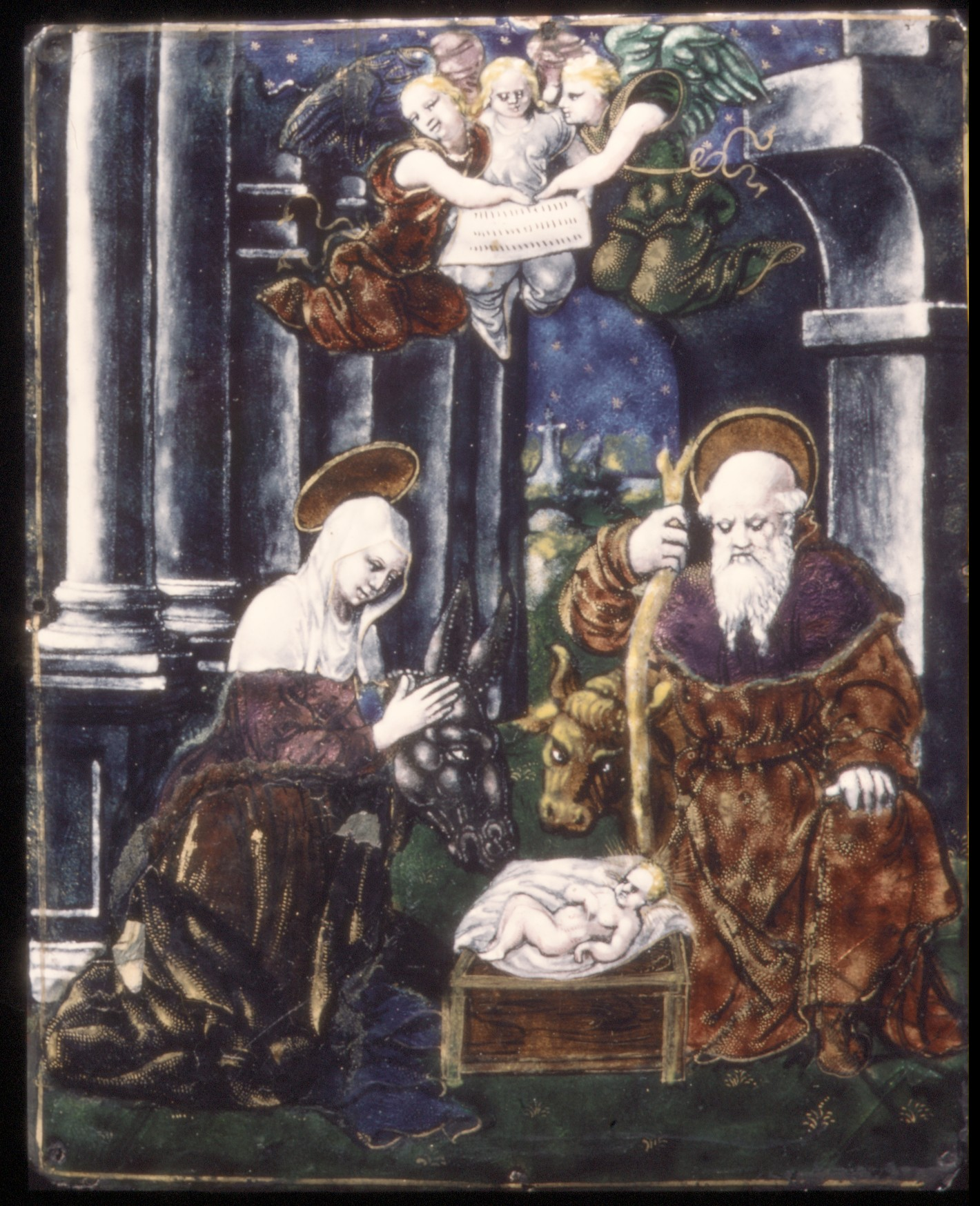
Jean Pénicaud II, Adorazione di Gesù Bambino, MET

## Descrizione
- Nardon Pénicaud, (circa 1470–circa 1542). I suoi smalti risentono ancora dello stile gotico francese. I colori sono accesi, gli azzurri e i violetti luminosi.
- Léonard Pénicaud (attivo dal 1510 al 1540) è il primo smaltatore di cui si conosca un'opera datata e firmata: è il Cristo in Croce, conservato al Museo di Cluny e realizzato nel 1503. Opere a lui attribuite si trovano al Louvre, al Victoria and Albert Museum, ai Musei Vaticani. Al Bargello si conservano due suoi smalti: Adorazione del Bambino e Annunciazione e Gesù in Pietà tra la Madonna e san Giovanni, con ai lati i santi Pietro e Paolo. Marcava i suoi lavori con una L coronata, oppure con LP intrecciate e coronate. Si ispirava a temi tipici del Rinascimento italiano. È stato il primo della sua famiglia a servirsi di smalti trasparenti. Introdusse colori tenui e delicati.
- Jean Pénicaud I, fratello di Léonard. Per i temi si ispirò a incisioni del suo tempo.
- Jean Pénicaud II, di lui si hanno notizie dal 1530 al 1588. Sono incerti i suoi legami di parentela con Jean Pénicaud I e con suo fratello Léonard Pénicaud. Tra le opere di mano di Jean Pénicaud II c’è la coppa decorata con smalti policromi, recanti le Storie di Sansone, tratte da dipinti del Parmigianino. Realizzò il ritratto a smalto dei pontefici Paolo III e Clemente VII. Di lui restano anche smalti a grisaille, cioè monocromatici, eseguiti con una tecnica mirabile. A grisaille egli preferiva dipingere motivi classici. Sue opere sono anche al Museo del Bargello.

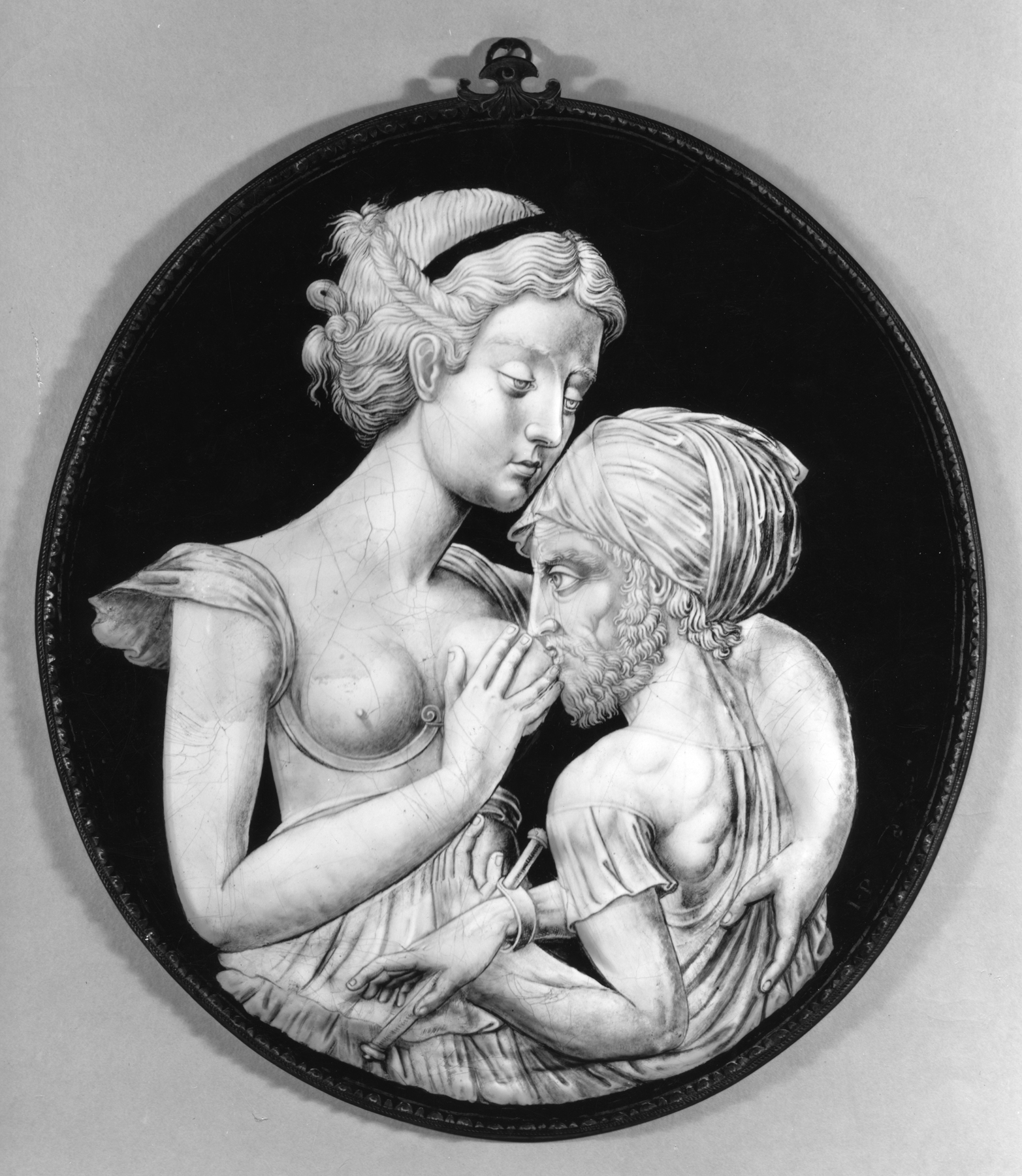
Jean Pénicaud II, Caritas romana, Walters Art Museum (Baltimora)

- Jean Pénicaud III, continuò la tradizione familiare. Per i temi si ispirò alla scuola di Fontainebleau.
- Pierre Pénicaud, figlio di Nardon e ultimo artista della famiglia.